# 6538 Muraviov
6538 Muraviov è un asteroide della fascia principale. Scoperto nel 1981, presenta un'orbita caratterizzata da un semiasse maggiore pari a 2,8602173 UA e da un'eccentricità di 0,0880479, inclinata di 1,48260° rispetto all'eclittica.